# Авранло (крепость)
Крепость Авранло (груз. ავრანლოს ციხე) — мегалитическая структура в Цалкском муниципалитете края (мхаре) Квемо Картли на юге Грузии. Циклопическое укрепление, построенное по технологии сухой кладки, расположено в 0,5 км к северо-западу от одноимённой деревни, на левом берегу реки Кция, на высоте 1640 м над уровнем моря. Оно датируется последней четвертью I тысячелетия до нашей эры.
Авранло — это мегалитический комплекс, состоящий из трёх ярусов террас над ущельем реки. Самый нижний ярус у основания горы состоит из полукруглой стены длиной около 80 м, высота которой местами составляет 3 м. Имеются одни ворота высотой 1,9 м и шириной 1,75 м, которые перекрыты монолитом длиной 2,2 м и шириной 1,8 м. Вокруг разбросаны большие камни. Между этой стеной и горой находится небольшая средневековая православная церковь и несколько пещер вблизи неё, которые вместе называют монастырём Абибоса. Церковь недавно была отреставрирована. С северной стороны она соединяется с пещерой.
Второй и третий ярусы представляют собой настоящие «циклопические» структуры, характеризующиеся большими глыбами, кладкой из сухого камня и необычным способом устройства. Третий, самый верхний ярус, находится на вершине горы. Он имеет прямоугольную планировку, 25 м в длину и 18 м в ширину. Стены толщиной 3-4 м. Сооружение значительно повреждено, многие его части уничтожены. Археологические раскопки на полях к северу от мегалитической крепости, позволили в 2006 году обнаружить поселение Кура-аракской культуры и некрополь, датируемый XII—XI веками до нашей эры.
Крепость была включена в список недвижимых культурных памятников национального значения Грузии в 2007 году. В сентябре 2019 года был запущен многолетний проект археологических исследований для дальнейшего изучения и сохранения мегалитических комплексов страны, в том числе в Абули, Шаори, Авранло и Самеба.